# Вруда (притока Кудеба)
Кудеб (рус. Кудеб) река је која протиче преко територије Печорског рејона на крајњем западу Псковске области Русије. Лева је притока реке Кудеб (притоке Великаје), те део басена реке Нарве, односно Финског залива Балтичког мора. Целом дужином свога тока протиче преко Псковске низије.
У Кудеб се улива на његовом 47 километру узводно од ушћа, као лева притока. Укупна дужина водотока је 31 km, а површина сливног подручја око 127 km².